# Brege, Pliberk
Brege (nemško Draurain) je naselje v Občini Pliberk v Okraju Velikovec na Koroškem v Avstriji.